# Villefranche-de-Lonchat
Villefranche-de-Lonchat (okcitansko Vilafrancha de Lopchac) je naselje in občina v francoskem departmaju Dordogne regije Akvitanije. Leta 2007 je naselje imelo 866 prebivalcev.

## Geografija
Kraj leži v pokrajini Périgord ob reki Galant, 38 km severozahodno od Bergeraca.

## Uprava
Villefranche-de-Lonchat je sedež istoimenskega kantona, v katerega so poleg njegove, vključene še občine Carsac-de-Gurson, Minzac, Montpeyroux, Moulin-Neuf, Saint-Géraud-de-Corps, Saint-Martin-de-Gurson, Saint-Méard-de-Gurçon in Saint-Rémy s 4.830 prebivalci.
Kanton Villefranche-de-Lonchat je sestavni del okrožja Bergerac.

## Zgodovina
Naselbina Villefranche-de-Lonchat je bila prvotno angleška srednjeveška bastida, ustanovljena v letu 1287.

## Zanimivosti
- Château Mondésir,
- mednarodni slikarski festival.